# Yeokdo-yojeong Kim Bok-joo
Yeokdo-yojeong Kim Bok-joo (kor. 역도요정 김복주; znany także jako Weightlifting Fairy Kim Bok-joo) – południowokoreański serial telewizyjny. Główne role odgrywają w nim Lee Sung-kyung, Nam Joo-hyuk, Lee Jae-yoon oraz Kyung Soo-jin. Jest to serial o dojrzewaniu, o tematyce sportowej, inspirowany życiem złotej medalistki olimpijskiej Jang Mi-ran. Serial emitowany był na kanale MBC od 16 listopada 2016 do 11 stycznia 2017 roku, w środy i czwartki o 22:00.

## Obsada
- Lee Sung-kyung jako Kim Bok-joo
- Nam Joo-hyuk jako Jung Joon-hyung
- Lee Jae-yoon jako Jung Jae-yi
- Kyung Soo-jin jako Song Shi-ho